# Serra de la Guarda
La Serra de la Guarda és una serra situada al municipi de Baix Pallars a la comarca del Pallars Sobirà, amb una elevació màxima de 1.206 metres.